# Ministerio de la Juventud (República Dominicana)
El Ministerio de la Juventud de la República Dominicana es un organismo de Estado encargado de aplicar políticas públicas en materia de juventud, que promuevan el desarrollo integral y eleve la calidad de vida de la población joven dominicana. Sus atribuciones abarcan varios campos: salud, educación, cultura, deporte, recreación, participación social, política, trabajo y capacitación laboral.
Fue creado en 2000 como Secretaría de Estado de la Juventud. Sus oficinas se encuentran en Santo Domingo, en la Av. Jiménez de Moya, esq. Desiderio Arias. Su ministro es Rafael Féliz García desde el 17 de diciembre de 2021.

## Historia
El 21 de mayo de 1985, designado Año Internacional de la Juventud, se crea la Dirección General de Promoción de la Juventud mediante el decreto n.º 2981. Más tarde, el 27 de abril de 1993 se designa el 31 de enero como el Día Nacional de la Juventud. También se instauraba un Premio Nacional de la Juventud, reconociendo a 10 jóvenes destacados. En 1994 se había aprobado un código para la Protección de Niños, Niñas y Adolescentes.
El 26 de julio de 2000, se crea la Secretaría de Estado de Juventud mediante la Ley n.º 49-00. Su primer secretario fue Francisco Peña Guaba, hijo del político José Francisco Peña Gómez, como miembro del Bloque Institucional Socialdemócrata. Adoptó el nombre de Ministerio de la Juventud con la reforma constitucional de 2010 y el posterior decreto que cambiaba la nomenclatura de la oficinas de gobierno.

## Estructura
Al igual que los otros Ministerios, el de la Juventud se subdivide en viceministerios. Estos son:
- Viceministerio Administrativo Financiero
- Viceministerio de Desarrollo de Programas
- Viceministerio de Emprendimiento
- Viceministerio de Extensión Regional
- Viceministerio Técnico y de Planificación
- Viceministerio de Políticas Públicas